# Стад-де-Франс
«Стад де Франс» (фр. Stade de France) — багатофункціональний стадіон у північному передмісті Парижа, в комуні Сен-Дені, найбільша спортивна арена Франції. Вміщає 81 338 глядачів і є шостим за місткістю стадіоном у Європі. На ньому свої домашні матчі проводять Національна збірна Франції з футболу та Збірна Франції з регбі.
«Стад де Франс» був відкритий 28  січня 1998 року Президентом Французької Республіки Жаком Шираком під час товариського футбольного матчу Франція — Іспанія. Стадіон побудовано до Чемпіонату світу з футболу 1998 року, який приймала Франція, щоб замінити «Парк де Пренс», який вважався занадто малим. Назву національного стадіону «Стад де Франс» («Стадіон Франції») запропонував Мішель Платіні, який на той час займав пост Співголови оргкомітету Чемпіонату світу ФІФА 1998.
Ця споруда розрахована на різні спортивні події: футбол, регбі, легка атлетика, автоспорт. «Стад де Франс» входить до найвищої четвертої категорії стадіонів УЄФА, тому на ньому відбувалися фінали Ліги чемпіонів УЄФА у 2000 та 2006 році, проходив Чемпіонат світу з легкої атлетики 2003, Кубок світу з регбі 2007. Париж претендував на проведення Олімпійських ігор 2012 року і представляв «Стад де Франс» як місце проведення фіналів футбольних матчів Олімпіади, але поступився Лондону.
На внутрішній арені «Стад де Франс» використовують як домашній стадіон паризьких клубів регбі «Stade Français» та «Racing Métro 92», відбуваються матчі за Кубок французької Ліги з футболу, Кубок французької Ліги з футболу серед жінок, Кубок Франції з футболу, Чемпіонат Франції з регбі (Топ 14).
Стадіон також використовують для музичних концертів, шоу та інших спортивних і неспортивних заходів. Тут виступали, зокрема, The Rolling Stones, Пол Маккартні, Мадонна, U2, Muse, Coldplay, Мілен Фармер.
Об'єкт є державною власністю і управляється спеціальним консорціумом «Стад де Франс».

## Історія
Обговорення будівництва національного стадіону у Франції виникло в результаті відбору країни на проведення Чемпіонату світу 1998 року 2 липня 1992 року. В результаті відбору, держава і Федерація футболу Франції взяли на себе зобов'язання побудувати стадіон місткістю понад 80 000. Вперше за 70 років після будівництва Олімпійського стадіону «Ів дю Мануар» Франція знову будувала стадіон спеціально до певної події. Проєкт стадіону розробили архітектори Мішель Макарі, Омерік Зублена, Мішель Режембаль, Клод Константіні. Державна рада Франції гарантувала фінансування будівництва. Дозвіл на будівництво був підписаний 30 квітня 1995 року. Маючи 31 місяць, щоб завершити стадіон, будівництво розпочалося 2 травня 1995 року. Закладання першого наріжного каменя відбулося через п'ять місяців — 6 вересня. Через рік після початку спорудження понад 800 000 м² земляних робіт було виконано і залито бетону майже 180 000 м³. Встановлення даху, який коштував 45 мільйонів євро, та пересувної платформи зайняло більше часу, ніж один рік.
На стадії проєктування стадіон французькою мовою називали «Grand Stade» («Гранд Стад», «Великий стадіон»). 4 грудня 1995 року, Міністерство спорту запустило конкурс на найкращу назву нового стадіону. Стадіон був офіційно названий «Стад де Франс» після того, як Міністерство вислухало пропозицію легендарного французького футболіста Мішеля Платіні.
Стадіон був відкритий 28  січня 1998 року під час товариського футбольного матчу Франція — Іспанія. Гра відбулася в присутності 78 368 глядачів, зокрема, Президента Франції Жака Ширака. Франція перемогла з рахунком 1–0, завдяки забитому на 20-й хвилині голу Зінедіна Зідана. Через пів року Франція перемогла Бразилію і вперше здобула титул Чемпіона світу з футболу. Збірна Франції з регбі провела свій перший матч на новій головній арені країни 2 лютого, 5 днів після її відкриття. Це була гра проти національної команди Англії. Перемогу здобула Франція з рахунком 24–17, в присутності 77 567 вболівальників.
«Стад де Франс» приймав фінал Ліги чемпіонів УЄФА 24 травня 2000 року. У матчі при 78 759 глядачах іспанський клуб Реал Мадрид переміг співвітчизників з клубу Валенсія із рахунком 3–0. 2003 року на «Стад де Франс» відбувся Чемпіонат світу з легкої атлетики. 2006 року стадіон знову приймав фінал Ліги чемпіонів УЄФА, в якому іспанська (Барселона перемогла англійський Арсенал з рахунком 2:1.
Стадіон прийматиме матчі Євро 2016, зокрема тут пройдуть чотири матчі групового етапу (матч відкриття) і по одній грі 1/8 фіналу, чвертьфіналу та фінал.

## Збірна України з футболу на «Стад де Франс»
Національна Збірна України з футболу грала на головній спортивній арені Франції чотири рази, отримавши від господарів три поразки і одну нічию.
2 червня 2007 року під час матчу збірних Франції та України на «Стад де Франс» було встановлено на той момент абсолютний рекорд відвідуваності в домашніх матчах французької команди: 80 051 глядач.
| Дата              | Матч              | Рахунок | Раунд    | Глядачі | Голи                                                                        |
| ----------------- | ----------------- | ------- | -------- | ------- | --------------------------------------------------------------------------- |
| 27 березня 1999   | Франція — Україна | 0:0     | ВЧЄ-2000 | 78 500  |                                                                             |
| 6 червня 2004     | Франція — Україна | 1:0     | ТМ       | 72 000  | 1:0 — Зінедін Зідан (89')                                                   |
| 2 червня 2007     | Франція — Україна | 2:0     | ВЧЄ-2008 | 80 051  | 1:0 — Франк Рібері (57'), 2:0 — Ніколя Анелька (71')                        |
| 19 листопада 2013 | Франція — Україна | 3:0     | ВЧС-2014 | 77 098  | 1:0 — Мамаду Сако (22'), 2:0 — Карім Бензема (34'), 3:0 — Мамаду Сако (72') |

## Архітектура

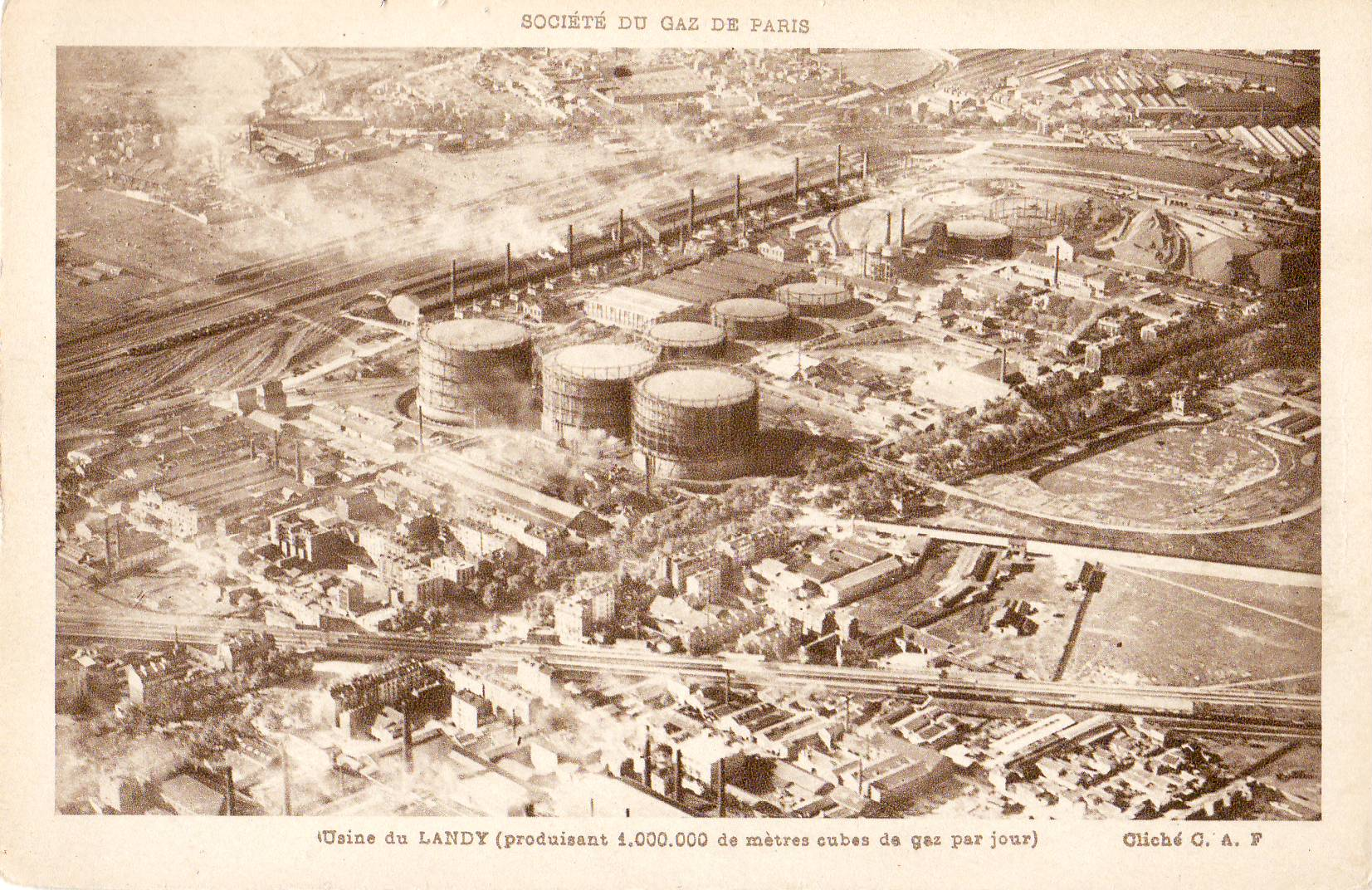
«Стад де Франс» розташований на місці колишнього газового заводу, 1920 р.

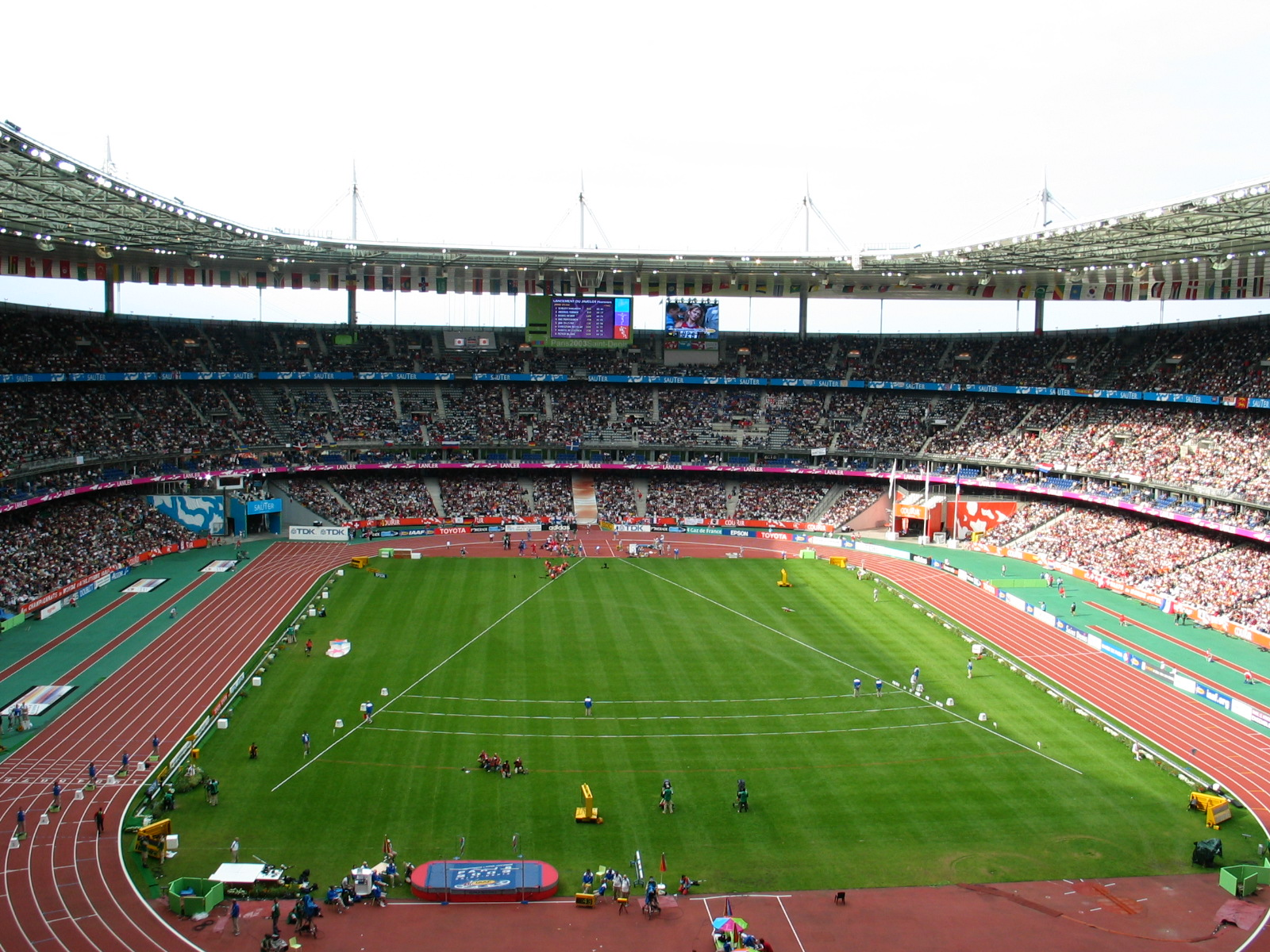
«Стад де Франс» під час Чемпіонат світу з легкої атлетики 2003

«Стад де Франс» має пересувне покриття, під яким знаходяться бігові доріжки для легкої атлетики. Стадіон був розроблений, зокрема, за допомогою програмного забезпечення для моделювання натовпу для того, щоб отримати точні спостереження про те, як він буде виглядати повністю розробленим.
Стадіон був побудований без підземної теплотраси через побоювання таких робіт на місці, де колись був газовий завод, тому під час відкриття стадіону поле було трохи промерзлим, але гра, незважаючи на це, відбулася. 2012 року через схожі обставини матч Турніру шести націй між Францією та Ірландією був скасований.

### Дах

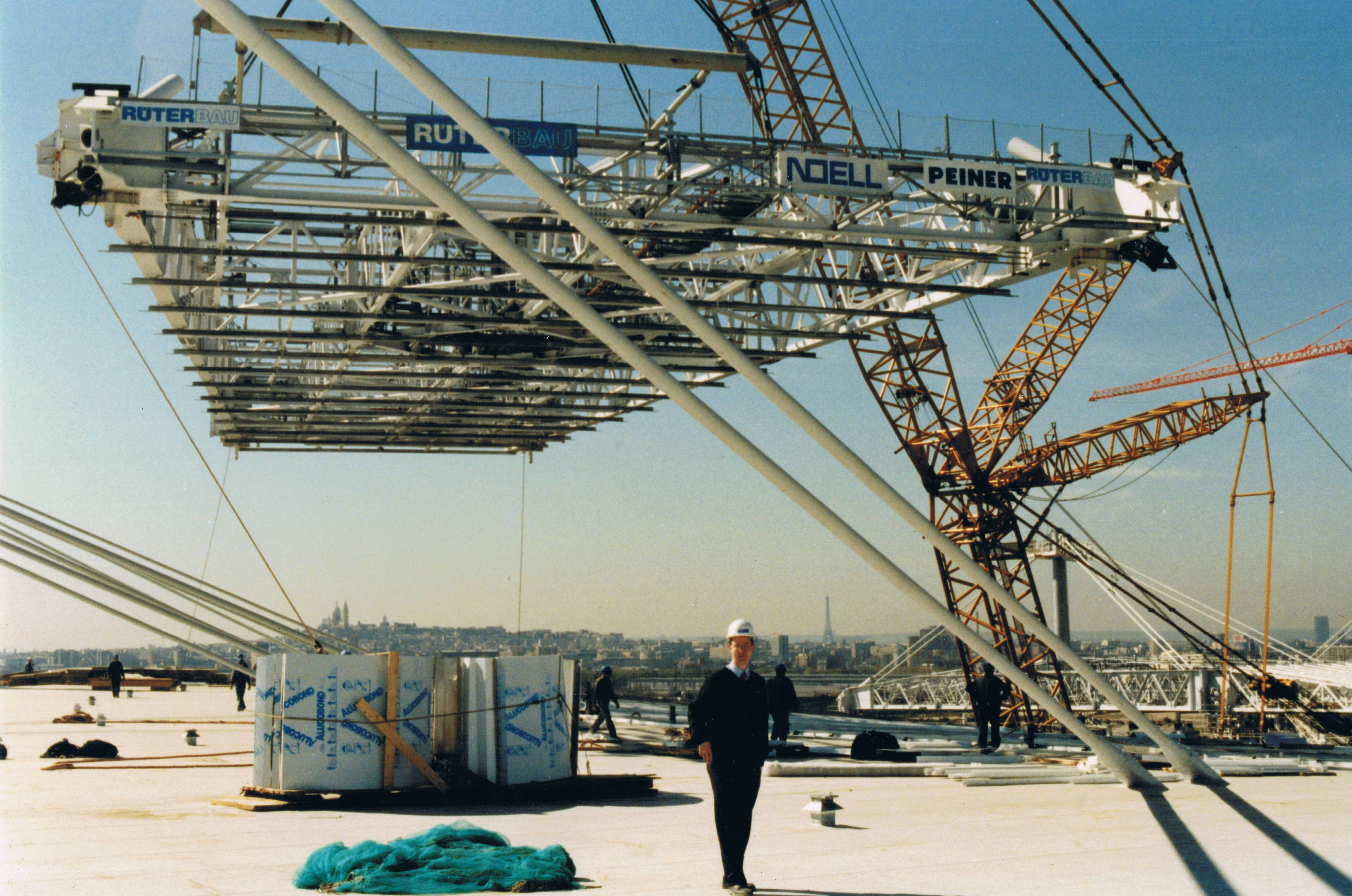
Остання частина металічної конструкції даху, 1997 р.

Архітектори Мішель Макарі, Емерік Зублена, Мішель Режембаль і Клод Константіні спроєктували арену еліптичної форми діаметром 274 метри, особливістю якої є незвичайний дах площею 6 гектарів, що підсвічується вночі. Сяючий у темряві «Стад де Франс» є однією з візитівок багатої на архітектурні шедеври французької столиці.
Будівництво даху коштувало понад 45 мільйонів євро. Його еліптична форма символізує універсальність спорту у Франції. Площа — шість гектарів, а вага — 13 000 тонн, що багатьма людьми вважається технічним дивом. Дах розроблений таким чином, щоб легко захистити 80 000 глядачів від несприятливих погодних умов, але без покриття ігрового поля. Все світлове і звукове обладнання має у своєму складі 550 прожекторів і 36 блоків по 5 динаміків, які розташовані всередині, щоб уникнути перешкод видимості. Тоноване скло в центрі зменшує контрастність і розподіляє природне світло. Воно відфільтровує червоне та інфрачервоне випромінювання, проте, пропускає синє і зелене світло, що є необхідним для газону.

## Усередині стадіону

### Роздягальні
«Стад де Франс» пропонує спортсменам найкращі і найкомфортніші у Франції умови. Всі приміщення, відведені для них, перебувають на заході від газону і до них можна дістатися безпосередньо на автобусі. Вони включають в себе гостьову, контрольний пункт, дві роздягальні 1200 кв.м. кожна(футбол та регбі), спортивна роздягальня площею 400 кв.м., два суддівські роздягальні, дві кімнати для апеляції, два опалювальні приміщення, офіси для делегатів, місцева рада, медпункт, кімната допінг-контролю.
Також є приміщення, спеціально розроблені для артистів: кімнати відпочинку, репетиційний зал для музикантів, хорів; кімната для зберігання костюмів, зона відпочинку, місце для інструментів тощо. Дизайн роздягалень був розроблений Мішелем Платіні.

### Трибуни

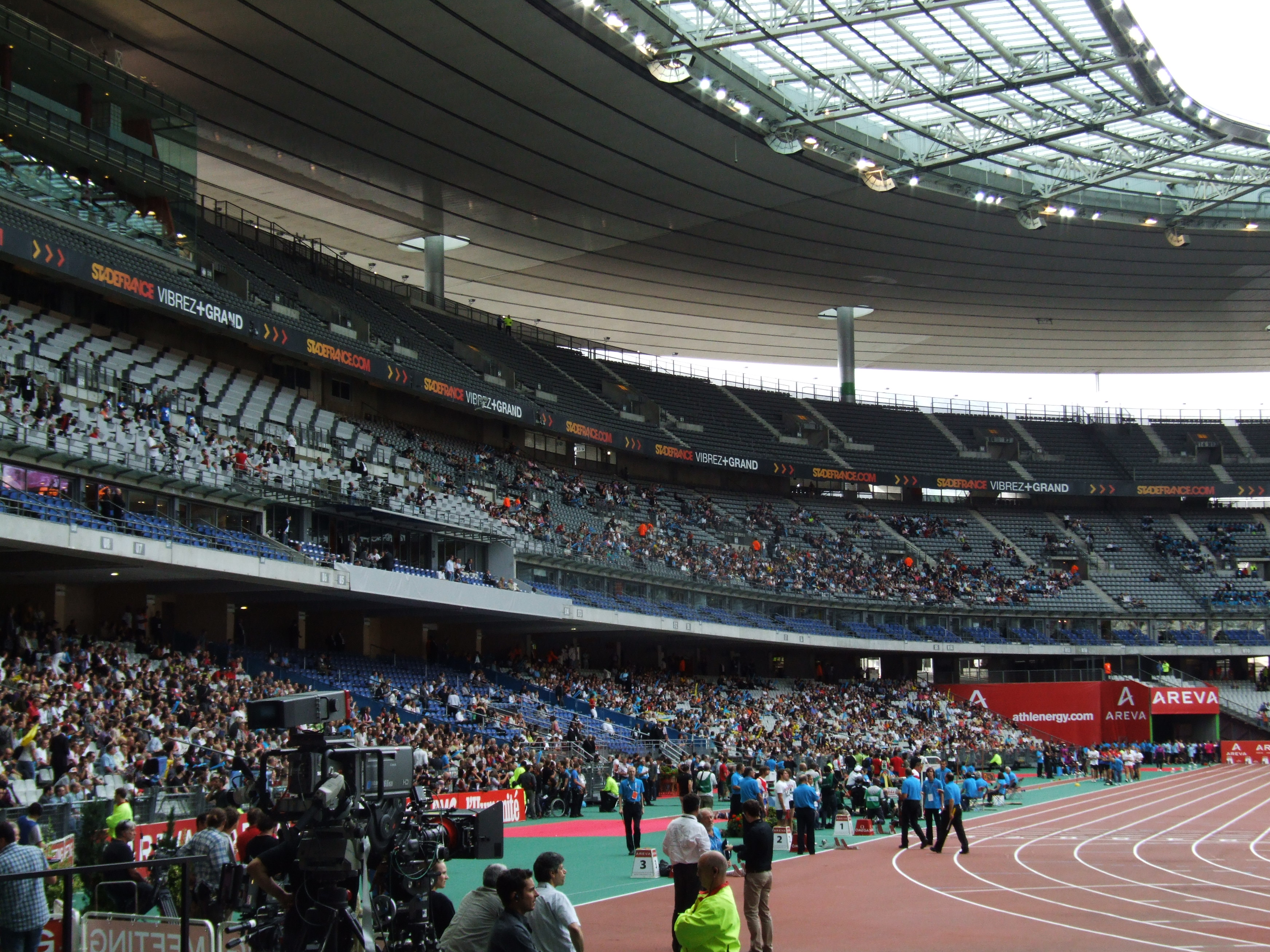
Трибуни «Стад де Франс» під час змагань із легкої атлетики, 2010 р.

«Стад де Франс» є найбільшим модульним стадіон у світі з трьома галереями.
1 рівень трибун може опускатися на 15 футів, покриваючи доріжки для бігу і стрибків у довжину. Переміщення триває 80 годин, для цього процесу залучають 40 людей, які працюють 20 годин на добу.
Доступ до галереї можливий через 22 мости. Там на 3 рівні знаходяться ресторани, розважальні центри, магазини і служба безпеки.
18 сходів ведуть глядачів до верхньої галереї, розташованої на рівні 6.
Евакуація 80 000 глядачів відбувається менш ніж за 15 хвилин.

### Поле
Ігрове поле займає площу 9 000 квадратних метрів (120 метрів у довжину та 75 у ширину), а загалом трав'яне покриття має 11 000 м². Майже мільярд насіння вперше було посіяно на полі у 1997 році. Сьогодні трава поставляється в рулонах 1,20 м х 8 м. Заміна поля триває три дні підготовки і п'ять днів встановлення. Це відбувається кілька разів на рік, залежно від стадії програмування.
На відміну від багатьох інших стадіонів, «Стад де Франс» був побудований без опалення під полем, оскільки стадіон знаходиться на місці старого газового заводу,і були побоювання, що це може призвести до вибуху.

### Гігантські екрани
У зв'язку з політикою оновлення інфраструктури, у вересні 2006 року на «Стад де Франс» встановили два нові величезні екрани. Вони займають по 196 м² кожен, що на 58 % більше за попередні, встановлені у 1998 році. Свого часу екрани «Стад де Франс» вважалися найбільшими у Європі. Нові гігантські екрани, кожен з яких складається з 4 423 680 світлодіодів, що робить трансляцію зображення значно динамічнішою і яскравішою.

## Спортивні події

### Чемпіонат світу 1998
Матчі, які приймав стадіон:
| Дата           | Час   | Збірна #1  | Рахунок         | Збірна #2         | Раунд                    | Глядачі |
| -------------- | ----- | ---------- | --------------- | ----------------- | ------------------------ | ------- |
| 10 червня 1998 | 17:30 | Бразилія   | 2–1             | Шотландія         | Група A (матч відкриття) | 80,000  |
| 13 червня 1998 | 21:00 | Нідерланди | 0–0             | Бельгія           | Група E                  | 75,000  |
| 18 червня 1998 | 21:00 | Франція    | 4–0             | Саудівська Аравія | Група C                  | 80,000  |
| 23 червня 1998 | 16:00 | Італія     | 2–1             | Австрія           | Група B                  | 80,000  |
| 26 червня 1998 | 21:00 | Румунія    | 1–1             | Туніс             | Група G                  | 77,000  |
| 28 червня 1998 | 21:00 | Нігерія    | 1–4             | Данія             | 1/8 фіналу               | 77,000  |
| 3 липня 1998   | 16:30 | Італія     | 0–0 (3–4 пен. ) | Франція           | Чвертьфінал              | 77,000  |
| 8 липня 1998   | 21:00 | Франція    | 2–1             | Хорватія          | Півфінал                 | 76,000  |
| 12 липня 1998  | 21:00 | Бразилія   | 0–3             | Франція           | Фінал                    | 80,000  |

### Кубок конфедерацій 2003
Матчі, які приймав стадіон:
| Дата           | Час   | Збірна #1     | Рахунок  | Збірна #2     | Раунд                    | Глядачі |
| -------------- | ----- | ------------- | -------- | ------------- | ------------------------ | ------- |
| 18 червня 2003 | 18:00 | Нова Зеландія | 0–3      | Японія        | Група A (матч відкриття) | 36,038  |
| 19 червня 2003 | 21:00 | Бразилія      | 0–1      | Камерун       | Група B                  | 46,719  |
| 21 червня 2003 | 19:00 | Камерун       | 1–0      | Туреччина     | Група B                  | 43,743  |
| 22 червня 2003 | 21:00 | Франція       | 5–0      | Нова Зеландія | Група A                  | 36,842  |
| 26 червня 2003 | 21:00 | Франція       | 3–2      | Туреччина     | Півфінал                 | 41,195  |
| 29 червня 2003 | 21:00 | Франція       | 1–0 (дч) | Камерун       | Фінал                    | 51,985  |

### Кубок світу з регбі 2007
Матчі, які приймав стадіон:
| Дата            | Час   | Збірна #1 | Рахунок | Збірна #2 | Раунд                    | Глядачі |
| --------------- | ----- | --------- | ------- | --------- | ------------------------ | ------- |
| 7 вересня 2007  | 20:00 | Франція   | 12–17   | Аргентина | Група D (матч відкриття) | 77,523  |
| 14 вересня 2007 | 20:00 | Англія    | 0–36    | ПАР       | Група A                  | 79,312  |
| 21 вересня 2007 | 20:00 | Франція   | 25–3    | Ірландія  | Група D                  | 80,267  |
| 7 жовтня 2007   | 20:00 | Аргентина | 19–13   | Шотландія | Чвертьфінал              | 76,866  |
| 13 жовтня 2007  | 20:00 | Англія    | 14–9    | Франція   | Півфінал                 | 80,283  |
| 14 жовтня 2007  | 20:00 | ПАР       | 37–13   | Аргентина | Півфінал                 | 77,055  |
| 20 жовтня 2007  | 20:00 | ПАР       | 15–6    | Англія    | Фінал                    | 80,430  |

### Євро-2016
Матчі, які приймав стадіон:
| Дата           | Час   | Збірна #1  | Рахунок | Збірна #2 | Раунд                    | Глядачі |
| -------------- | ----- | ---------- | ------- | --------- | ------------------------ | ------- |
| 10 червня 2016 | 21:00 | Франція    | 2–1     | Румунія   | Група A (матч відкриття) | 75,113  |
| 13 червня 2016 | 18:00 | Ірландія   | 1–1     | Швеція    | Група E                  | 73,419  |
| 16 червня 2016 | 21:00 | Німеччина  | 0–0     | Польща    | Група C                  | 73,648  |
| 22 червня 2016 | 18:00 | Ісландія   | 2–1     | Австрія   | Група F                  | 68,714  |
| 27 червня 2016 | 18:00 | Італія     | 2–0     | Іспанія   | 1/8 фіналу               | 76,165  |
| 3 липня 2016   | 21:00 | Франція    | 5–2     | Ісландія  | Чвертьфінал              | 76,833  |
| 10 липня 2016  | 21:00 | Португалія | 1-0     | Франція   | Фінал                    | 75,868  |

## Концерти

Концерти найвідоміших світових зірок у Франції зазвичай відбуваються на «Стад де Франс». Першими на новому стадіоні виступили легендарні The Rolling Stones.
| Рік       | Дата       | Артист(и) | Розігрів | Турне/Назва концерту             | Глядачі | Додаткові уточнення                                                            |
| --------- | ---------- | --- | --- | -------------------------------- | ------- | ------------------------------------------------------------------------------ |
| 1998      | 25 липня   | The Rolling Stones | Жан-Луї Обер | Bridges to Babylon Tour          |         | Перший концерт на стадіоні.                                                    |
| 1998      | 5 вересня  | Джонні Холлідей | |                                  | 215     | Запис CD Stade de France 98 Johnny allume le feu.                              |
| 1998      | 6 вересня  | Джонні Холлідей | |                                  | 215     | Запис CD Stade de France 98 Johnny allume le feu.                              |
| 1998      | 11 вересня | Джонні Холлідей | |                                  | 215     | Запис CD Stade de France 98 Johnny allume le feu.                              |
| 1999      | 19 червня  | Селін Діон | Dany Brillant | Let's Talk About Love World Tour | 162 903 | Знімання DVD/VHS, CD Au cœur du stade.                                         |
| 1999      | 20 червня  | Селін Діон | Dany Brillant | Let's Talk About Love World Tour | 162 903 | Знімання DVD/VHS, CD Au cœur du stade.                                         |
| 2000      | 5 липня    | Тіна Тернер | Джо Кокер | Twenty Four Seven Tour           |         |                                                                                |
| 2001      | 22 червня  | AC/DC | The Offspring, Pure Rubbish | Stiff Upper Lip World Tour       |         |                                                                                |
| 2002      | 21 вересня | Французькі реп-виконавці | Kery James Psy 4 de la Rime, Ärsenik, Fonky Family, Kool Shen, Joeystarr, B.O.S.S., Oxmo Puccino | Urban Peace                      |         | Французький хіп-хоп концерт.                                                   |
| 2003      | 24 травня  | Брюс Спрінгстін та the E Street Band | | The Rising Tour                  |         |                                                                                |
| 2003      | 9 липня    | The Rolling Stones | Stereophonics | Licks Tour                       |         |                                                                                |
| 2004      | 24 червня  | Пол МакКартні | | 2004 Summer Tour                 |         |                                                                                |
| 2005      | 9 липня    | U2 | Starsailor, Snow Patrol | Vertigo Tour                     | 160 349 |                                                                                |
| 2005      | 10 липня   | U2 | Snow Patrol, The Music | Vertigo Tour                     | 160 349 |                                                                                |
| 2006      | 28 липня   | The Rolling Stones | Razorlight | A Bigger Bang Tour               | 62 761  |                                                                                |
| 2007      | 16 червня  | The Rolling Stones | Starsailor | A Bigger Bang Tour               |         |                                                                                |
| 2007      | 22 червня  | Джордж Майкл | | 25 Live                          |         |                                                                                |
| 2007      | 29 вересня | The Police | Fiction Plane | The Police Reunion Tour          | 157 906 |                                                                                |
| 2007      | 30 вересня | The Police | Fiction Plane | The Police Reunion Tour          | 157 906 |                                                                                |
| 2008      | 17 травня  | Émile et Images | Lio, Jean-Pierre Mader, Rose Laurens, Сабріна Салерно, Desireless, Jeanne Mas, Partenaire Particulier, Début de Soirée, Вів'єн Саваж, Cookie Dingler, Jean Schultheis, Philippe Cataldo, Річард Сандерсон, Murray Head, Opus, Léopold Nord & Vous, Kazino, Raft | RFM Party 80                     |         | Концерт зірок 1980-х.                                                          |
| 2008      | 5 липня    | David Guetta | Tiësto, Carl Cox, Жоакім Гарро, Мартін Сольвейг | Unighted 2008                    |         | Концерт хауз музики.                                                           |
| 2008      | 29 серпня  | Андре Р'є | |                                  |         |                                                                                |
| 2008      | 20 вересня | Мадонна | Боб Сінклер | Sticky & Sweet Tour              | 138 163 |                                                                                |
| 2008      | 21 вересня | Мадонна | Боб Сінклер | Sticky & Sweet Tour              | 138 163 |                                                                                |
| 2008      | 4 жовтня   | Rohff | Kenza Farah, Sinik, Booba, Soprano, Psy4 De La Rime, TFL, Léa Castel, Kery James, Rim'K, Mala, Tunisiano, Sefyu | Urban Peace 2                    |         | Французький хіп-хоп концерт.                                                   |
| 2009      | 16 травня  | Kassav' | |                                  |         |                                                                                |
| 2009      | 29 травня  | Джонні Холлідей | | Tour 66                          |         | Запис CD Tour 66 : Stade de France 2009.                                       |
| 2009      | 30 травня  | Джонні Холлідей | | Tour 66                          |         | Запис CD Tour 66 : Stade de France 2009.                                       |
| 2009      | 31 травня  | Джонні Холлідей | | Tour 66                          |         | Запис CD Tour 66 : Stade de France 2009.                                       |
| 2009      | 12 червня  | AC/DC | The Answer, Café Bertrand | Black Ice World Tour             |         |                                                                                |
| 2009      | 27 червня  | Depeche Mode | M83 | Tour of the Universe             | 65 005  |                                                                                |
| 2009      | 4 липня    | David Guetta | Armin van Buuren, Sven Vath, Axwell, Steve Angello, Cathy Guetta | Unighted Energized               |         | Концерт хауз музики.                                                           |
| 2009      | 11 липня   | U2 | Kaiser Chiefs | 360° Tour                        | 186 544 |                                                                                |
| 2009      | 12 липня   | U2 | Kaiser Chiefs | 360° Tour                        | 186 544 |                                                                                |
| 2009      | 11 вересня | Мілен Фармер | | Mylène Farmer en tournée         | 163 457 | Знімання CD/DVD/Blu-ray N°5 on Tour.                                           |
| 2009      | 12 вересня | Мілен Фармер | | Mylène Farmer en tournée         | 163 457 | Знімання CD/DVD/Blu-ray N°5 on Tour.                                           |
| 2010      | 11 червня  | Muse | Editors, The Big Pink, I Am Arrows | The Resistance Tour              |         |                                                                                |
| 2010      | 12 червня  | Muse | Kasabian, White Lies, DeVotchKa | The Resistance Tour              |         |                                                                                |
| 2010      | 18 червня  | AC/DC | Slash, Killing Machine | Black Ice World Tour             |         |                                                                                |
| 2010      | 26 червня  | Indochine | |                                  |         | Putain de stade CD/DVD.                                                        |
| 2010      | 18 вересня | U2 | Interpol | 360° Tour                        | 96 540  |                                                                                |
| 2011      | 11 червня  | Manu Dibango, Petit Pays, Fally Ipupa, Jessy Matador, Passi, Werrason, Patience Dabany, Sekouba Bambino, Mory Kanté, Alpha Blondy, Magic System, Meiway, Mokobé, Oumou Sangaré, Negro pou la vi, Coumba Gawlo, Baaba Maal | Manu Dibango, Petit Pays, Fally Ipupa, Jessy Matador, Passi, Werrason, Patience Dabany, Sekouba Bambino, Mory Kanté, Alpha Blondy, Magic System, Meiway, Mokobé, Oumou Sangaré, Negro pou la vi, Coumba Gawlo, Baaba Maal                                       | Nuit Africaine                   |         | Концерт африканських артистів.                                                 |
| 2011      | 22 червня  | The Black Eyed Peas | David Guetta | The Beginning                    |         |                                                                                |
| 2011      | 24 червня  | The Black Eyed Peas | Наталія Кіллс | The Beginning                    |         |                                                                                |
| 2011      | 25 червня  | The Black Eyed Peas | Наталія Кіллс | The Beginning                    |         |                                                                                |
| 2011      | 30 червня  | Prince | | Welcome 2                        |         |                                                                                |
| 2012      | 12 травня  | Metallica | Gojira, The Kills | 2012 European Black Album Tour   |         |                                                                                |
| 2012      | 15 червня  | Джонні Холлідей | |                                  |         |                                                                                |
| 2012      | 16 червня  | Джонні Холлідей | |                                  |         |                                                                                |
| 2012      | 17 червня  | Джонні Холлідей | |                                  |         |                                                                                |
| 2012      | 30 червня  | Red Hot Chili Peppers | The Vaccines | I'm With You World Tour          |         |                                                                                |
| 2012      | 14 липня   | Мадонна | Мартін Сольвейг, will.i.am | The MDNA Tour                    | 62 195  |                                                                                |
| 2012      | 2 вересня  | Coldplay | Marina and the Diamonds, Charli XCX | Mylo Xyloto Tour                 | 77 813  | Запис Coldplay Live 2012 CD/DVD/Blu-ray. Rihanna вийшла на сцену на дві пісні. |
| 2012      | 22 вересня | Lady Gaga | Lady Starlight, The Darkness | Born This Way Ball               | 70 617  |                                                                                |
| 2013      | 8 червня   | Rihanna | David Guetta, WE ARE GTA | Diamonds World Tour              |         | Ріанна наймолодша з тих, хто виступав на стадіоні.                             |
| 2013      | 15 червня  | Depeche Mode | Douglas McCarthy | The Delta Machine Tour           | 67 103  |                                                                                |
| 2013      | 21 червня  | Muse | Paramore, fun. | The 2nd Law Tour                 | 150 936 |                                                                                |
| 2013      | 22 червня  | Muse | Biffy Clyro, Dizzie Rascal, Polly Money | The 2nd Law Tour                 | 150 936 |                                                                                |
| 2013      | 29 червня  | Брюс Спрінгстін та E Street Band | | Wrecking Ball Tour               | 61 867  |                                                                                |
| 2013      | 22 серпня  | Eminem | Kendrick Lamar, Earlwolf, Earl Sweatshirt, Tyler, The Creator, Slaughterhouse |                                  | 71 542  |                                                                                |
| 2013      | 21 вересня | Роджер Вотерс | | The Wall Live                    | 69 119  |                                                                                |
| 2013      | 28 вересня | Sexion d'Assaut | IAM, Orelsan, Psy 4 De La Rime, Stromae, La Fouine, Youssoupha | Urban Peace 3                    |         | Французький хіп-хоп концерт.                                                   |
| 2014      | 26 квітня  | Джастін Тімберлейк | | The 20/20 Experience World Tour  | 57,286  |                                                                                |
| 2014      | 13 червня  | The Rolling Stones | | 14 On Fire                       | 76,495  |                                                                                |
| 2014      | 20 червня  | One Direction | | Where We Are Tour                | 114 172 |                                                                                |
| 2014      | 21 червня  | One Direction | | Where We Are Tour                | 114 172 |                                                                                |
| 2014      | 27 червня  | Indochine | | Black City Tour                  |         |                                                                                |
| 2014      | 28 червня  | Indochine | | Black City Tour                  |         |                                                                                |
| 2014      | 12 вересня | Бейонсе та Jay-Z | | On the Run Tour                  | 147,012 | Концерти були в ефірі HBO. Нікі Мінаж з'явилась на сцені для однієї пісні.     |
| 2014      | 13 вересня | Бейонсе та Jay-Z | | On the Run Tour                  | 147,012 | Концерти були в ефірі HBO. Нікі Мінаж з'явилась на сцені для однієї пісні.     |
| 2015      | 23 травня  | AC/DC | | Rock or Bust World Tour          |         |                                                                                |
| 2015      | 26 травня  | AC/DC | | Rock or Bust World Tour          |         |                                                                                |
| 2015      | 11 червня  | Пол Маккартні | | Out There Tour                   |         |                                                                                |
| 2016      | 21 липня   | Бейонсе | | The Formation World Tour         |         |                                                                                |
| 2016      | 30 липня   | Ріанна | Big Sean | Anti World Tour                  |         |                                                                                |
| 2017      | 1 липня    | Depeche Mode | | Global Spirit Tour               |         |                                                                                |
| 2017      | 7 липня    | Guns N' Roses | | Not in This Lifetime… Tour       |         |                                                                                |
| 2017      | 15 липня   | Coldplay | | A Head Full of Dreams            |         |                                                                                |
| 2017      | 16 липня   | Coldplay | | A Head Full of Dreams            |         |                                                                                |
| 2017      | 18 липня   | Coldplay | | A Head Full of Dreams            |         |                                                                                |
| 2017      | 25 липня   | U2 | Noel Gallagher's High Flying Birds | The Joshua Tree Tour 2017        |         |                                                                                |
| 2017      | 26 липня   | U2 | Noel Gallagher's High Flying Birds | The Joshua Tree Tour 2017        |         |                                                                                |
| 2017      | 15 вересня | Les Insus? | | Dernier Appel                    |         |                                                                                |
| 2017      | 16 вересня | Les Insus? | | Dernier Appel                    |         |                                                                                |
| 2018      | 30 червня  | Бруно Марс | DNCE, DJ Rashida | 24K Magic World Tour             |         |                                                                                |
| 2018      | 6 липня    | Ед Шіран | Anne Marie, Jamie Lawson | ÷ Tour                           |         |                                                                                |
| 2018      | 7 липня    | Ед Шіран | | ÷ Tour                           |         |                                                                                |
| 2018      | 14 липня   | Beyoncé та Jay-Z | | On the Run II Tour               |         |                                                                                |
| 2018      | 15 липня   | Beyoncé та Jay-Z | | On the Run II Tour               |         |                                                                                |
| 2019      |            | | |                                  |         |                                                                                |
| 12 травня | Metallica  | Ghost Bokassa | WorldWired Tour |                                  |         |                                                                                |
| 5 липня   | Muse       | | Simulation Theory World Tour |                                  |         |                                                                                |
| 6 липня   | Muse       | | Simulation Theory World Tour |                                  |         |                                                                                |
| 2025      | 26 липня   | Stray Kids | | DominATE World Tour              |         |                                                                                |
| 2025      | 27 липня   | Stray Kids | | DominATE World Tour              |         |                                                                                |

## Орендарі
«Стад де Франс» не має регулярного орендаря, окрім національних збірних команд з футболу і регбі. Неодноразові спроби переконати професійні футбольні або регбі клуби поки не вдалися. «Парі Сен-Жермен» залишається на «Парк де Пренс» через тиск інвесторів та уряду Парижу. Однак паризький клуб регбі «Stade Français» вже зарекомендував себе як напіврегулярний орендар. Він розпочав проводити тут свої домашні матчі 15 жовтня 2005 року грою проти Тулузи. Президент команди публічно заявив, що клубу доведеться продавати від 25000 до 30000 квитків, щоб вийти на рівень беззбитковості. За три тижні до матчу 61 000 квитків були продані, встановивши рекорд Франції за продажем квитків на матч для будь-якого виду спорту, в тому числі футболу. Остаточна відвідуваність досягнула 79454, побивши національний рекорд відвідуваності.
Навіть при відсутності регулярної команди-орендаря доходи стадіону значно зросли в 2007 році, оскільки його широко використовували під час Кубку світу з регбі, зокрема, він приймав чвертьфінал і фінал турніру.
Футбольна команда Лілль зіграла тут всі свої «домашні» матчі під час сезону 2005-06, і в Лізі чемпіонів УЄФА, і в Кубку УЄФА, оскільки, її власний стадіон був тоді під реконструкцією. Стад де Франс двічі приймав фінал Ліги Чемпіонів: 2000 (Реал Мадрид — Валенсія 3:0) і 2006 (Барселона — Арсенал 2:1).

## Доступ

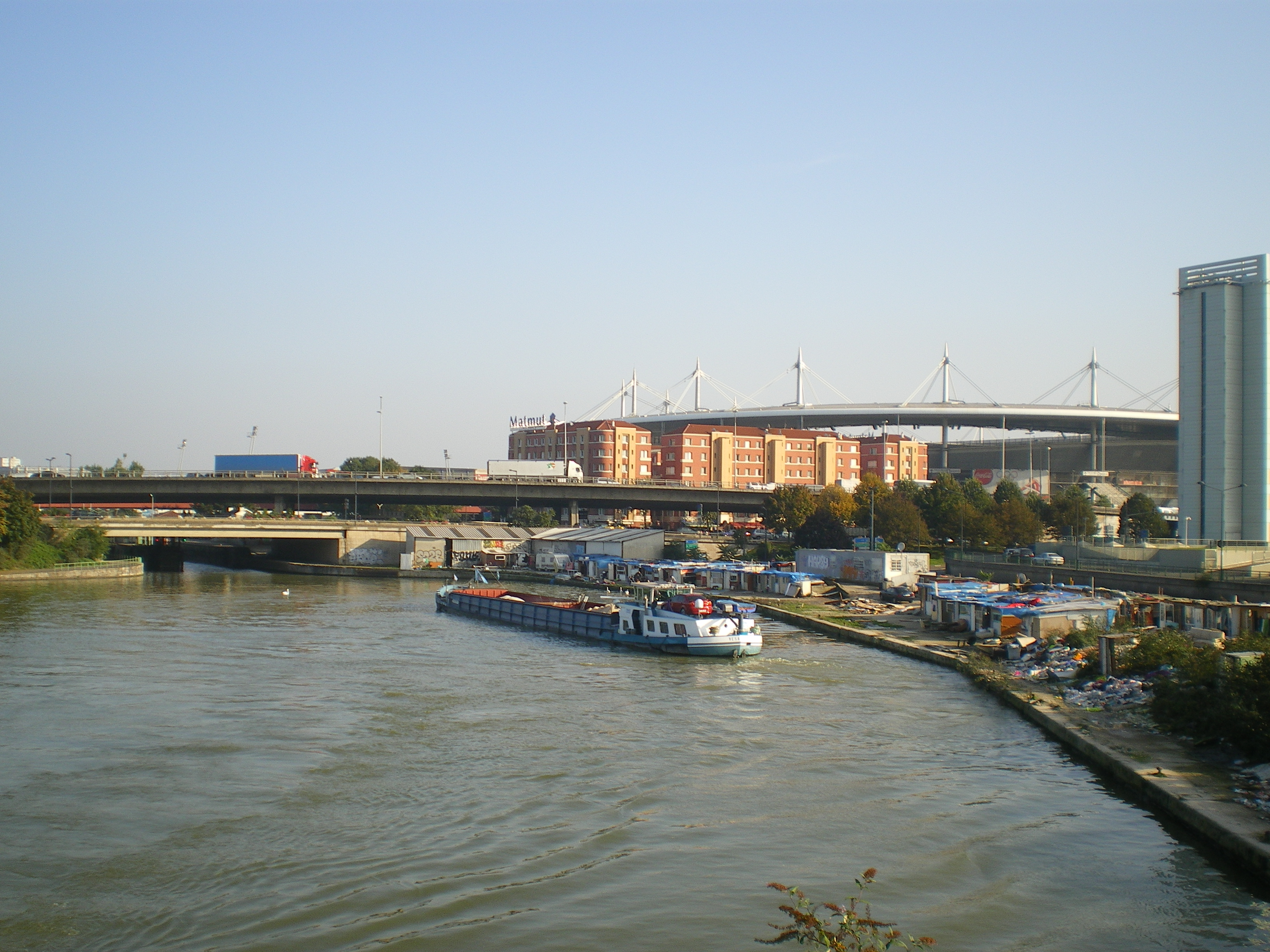
Вид на «Стад де Франс» з річкового каналу Сен-Дені, 2012 р.

«Стад де Франс» розташований на перехресті автомобільних маршрутів A1 і A86, але їхати туди на машині не рекомендується, оскільки стадіон був побудований з дуже обмеженою кількістю паркувальних місць, тому громадський транспорт, зокрема, метро вважається основним засобом, щоб дістатися до стадіону. Дістатися до стадіону можна також по річковому каналу Сен-Дені.

### Громадський транспорт
| Станція                  | Лінія, маршрут                                        |
| ------------------------ | ----------------------------------------------------- |
| Ла-Плен — Стад де Франс  | RER B                                                 |
| Стад де Франс — Сен-Дені | RER D                                                 |
| Сен-Дені — Порт де Парі  | 13-та лінія Паризького метрополітену                  |
| Ла-Плен — Стад де Франс  | RATP 139, 153, 173, 239, 253                          |
| Сен-Дені — Порт де Парі  | RATP 153, 154, 168, 170, 239, 253, 254, 255, 256, 268 |
| Делоне — Рімет           | RATP 239, 253                                         |